# Pseudoclanis abyssinicus
Pseudoclanis abyssinicus is een vlinder uit de familie van de pijlstaarten (Sphingidae). De wetenschappelijke naam van de soort werd in 1857 gepubliceerd door Hippolyte Lucas.